# Rhonelle
Pour l’article ayant un titre homophone, voir Ronel.
La Rhonelle est une rivière française du département du Nord, dans la région Hauts-de-France et un affluent de l'Escaut.

## Géographie
La longueur de son cours d'eau est de 32 km.
Elle prend sa source dans la forêt de Mormal au lieu-dit « Carrefour de la Rouillie aux Equettes », à l'altitude 166 mètres, passe à Locquignol, Potelle, Villereau, Le Quesnoy, Orsinval, Villers-Pol, Maresches, Artres, Famars, Aulnoy-lez-Valenciennes et Marly, se jette dans l'Escaut à Valenciennes, à l'altitude 26 mètres,.
Sa pente moyenne est de 5 ‰.

### Communes traversées
Dans le seul département du Nord, la Rhonelle traverse les douze communes suivantes, de l'amont vers l'aval, de Locquignol (source), Potelle, Villereau, Le Quesnoy, Orsinval, Villers-Pol, Maresches, Artres, Famars, Aulnoy-lez-Valenciennes, Marly, Valenciennes (confluence).
Soit en termes de cantons, la Rhonelle prend source dans le canton du Quesnoy-Est, traverse les canton du Quesnoy-Ouest, canton d'Aulnoy-lez-Valenciennes, canton de Valenciennes-Sud, conflue dans le canton de Valenciennes-Est, le tout dans les deux arrondissement d'Avesnes-sur-Helpe, et arrondissement de Valenciennes.

## Affluents
La Rhonelle a dix tronçons affluents référencés dont : 
- Le Ruisseau de Gargantua
- Le Ruisseau Sendrier
- la Petite Rhonelle
- Geoportail ajoute Le Ruisseau aux Chevaux
- Le Rieu
- la Potelle
- Le Ruisseau de la Forêt
- Le Ruisseau de l'Ange
- L'Hirondelle
- Le Ruisseau de Sameon

## Hydrologie

### La Rhonelle à Aulnoy-lez-Valenciennes
Une station hydrologique est implantée à Aulnoy-lez-Valenciennes depuis 1963 pour un bassin versant de 88,4 km2 et 36 m d'altitude
Le module ou moyenne annuelle de son débit y est de 0,626 m3/s.

### Étiage ou basses eaux
À l'étiage, c'est-à-dire aux basses eaux, le VCN3, ou débit minimal du cours d'eau enregistré pendant trois jours consécutifs sur un mois, en cas de quinquennale sèche s'établit à 0,190 m3/s, ce qui reste très confortable,.

### Crues
Sur cette période d'observation, le débit journalier maximal a été observé le 25 juin 1969 pour 7,60 m3/s. Le débit instantané maximal a été observé le 13 février 2002 avec 12,0 m3/s en même temps que la hauteur maximale instantanée de 236 cm soit 2,36 m.
Le QIX 10 est de 7,1 m3/s, le QIX 20 est de 8,3 m3/s et le QIX 50 est de 9,9 m3/s.

### Lame d'eau et débit spécifique
La lame d'eau écoulée dans cette partie du bassin versant de la rivière est de 224 millimètres annuellement, ce qui est inférieur d'un tiers à la moyenne en France. Le débit spécifique (Qsp) atteint 7,1 litres par seconde et par kilomètre carré de bassin.

## Qualité de l'eau
La Rhonelle et l’Escaut ont été choisis avec la Deule par l'INERIS, le CSP et des scientifiques anglais comme sites pour tester la présence d'éventuels perturbateurs endocriniens ou polluants (pesticides, dioxines…) dans l'eau et chez les poissons.

Une première étude publiée en 2006 à partir d'analyses de biomarqueurs dans des échantillons prélevés en 2004 et 2005 a conclu pour des échantillons prélevés sur la Rhônelle à Artres une « Contamination d’origine agricole forte » avec présence de taux élevés de fer et de cadmium, mais cependant un « peuplement piscicole moyennement perturbée » ... « Les épinoches (Gasterosteus aculeatus L.) prélevées dans la Rhônelle mettent en évidence une exposition à des perturbateurs endocriniens et à des inducteurs de stress ».

L'étude a mis en évidence chez les épinoches mâles de la Rhônelle des taux significatifs de vitellogénine (VTG), un biomarqueur révélant une exposition de l'organisme à un ou plusieurs œstrogènes mimétiques, qui ont le même effet que des hormones féminisants (idem pour l'Escaut, avec dans les deux cas des taux beaucoup plus élevés encore en 2005 qu'en 2004). De leur côté, en 2004 comme en 2005, les épinoches femelles présentaient des taux anormalement élevés de spiggin, un biomarqueur d'exposition à des androgéno-mimétiques, ce qui traduit la présence d'hormones ou pseudo-hormones masculinisantes (idem dans l'Escaut). Cette même étude a montré chez les épinoches de la Rhonelle en 2004 comme en 2005 des taux élevés de Glutathion peroxydase (environ cinq fois plus élevés que dans l'Escaut ou la Lézarde) qui indiquent un stress oxydant subi par les poissons. Une baisse corrélative du glutathion total et une Lipoperoxydation élevée dans le foie confirme le diagnostic. Des taux abaissés d'acétylcholinestérase chez les poissons de la Rhonelle, et plus encore de l'Escaut, laisse penser qu'ils ont été exposés à des pesticides insecticides (neurotoxiques pour les poissons), alors que la situation semblait meilleure et presque normale sur la Lézarde. Ces biomarqueurs indiquent la présence de produits reprotoxiques, qui peuvent expliquer la relative faiblesse de la population piscicole de la Rhônelle.

## Tourisme

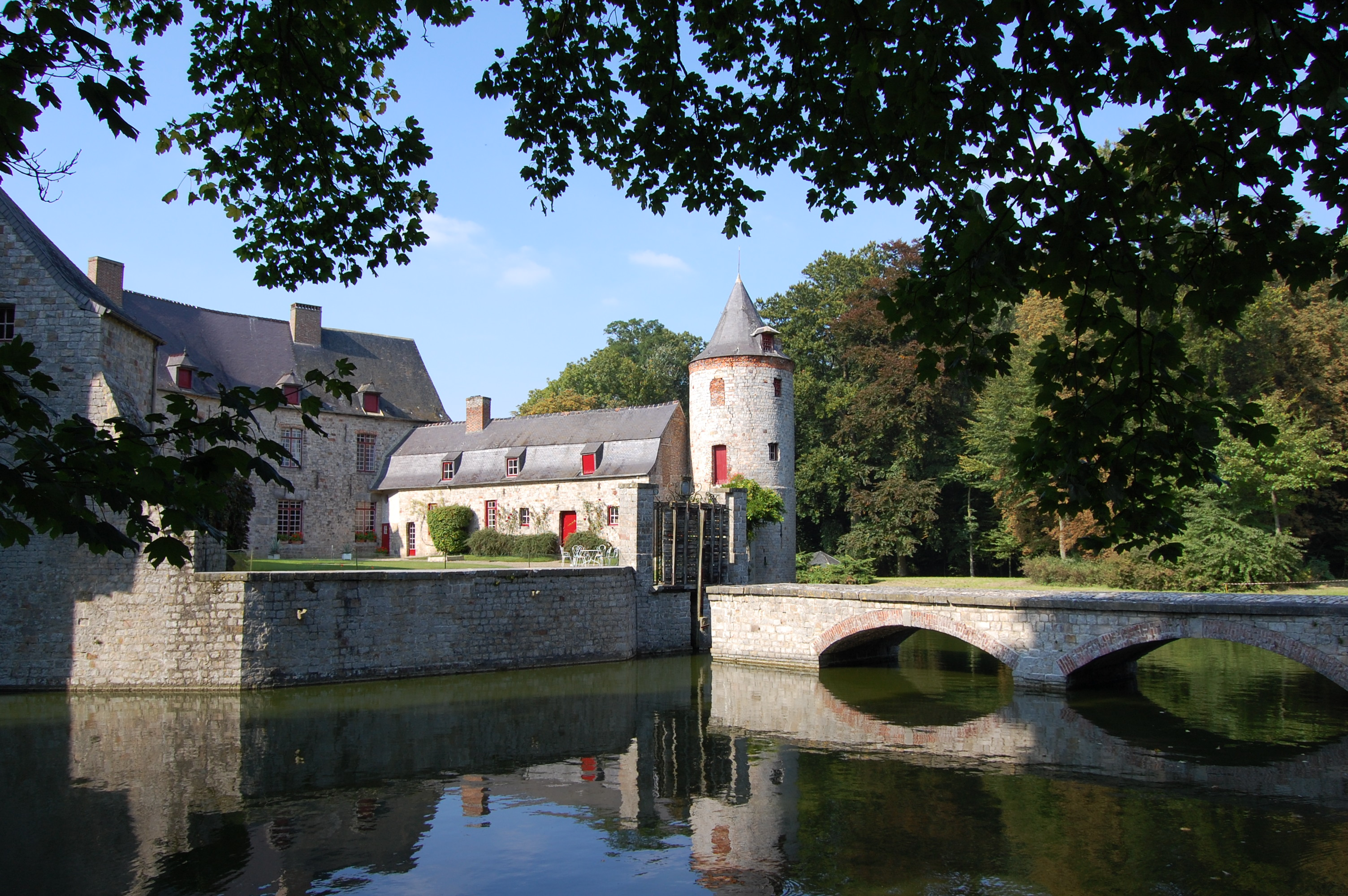
Les douves et le pont d'entrée du château de Potelle au-dessus de la Rhonelle.

Le Château de Potelle est situé à la confluence du ruisseau de la Forêt, en rive gauche et sud de la Rhonelle.

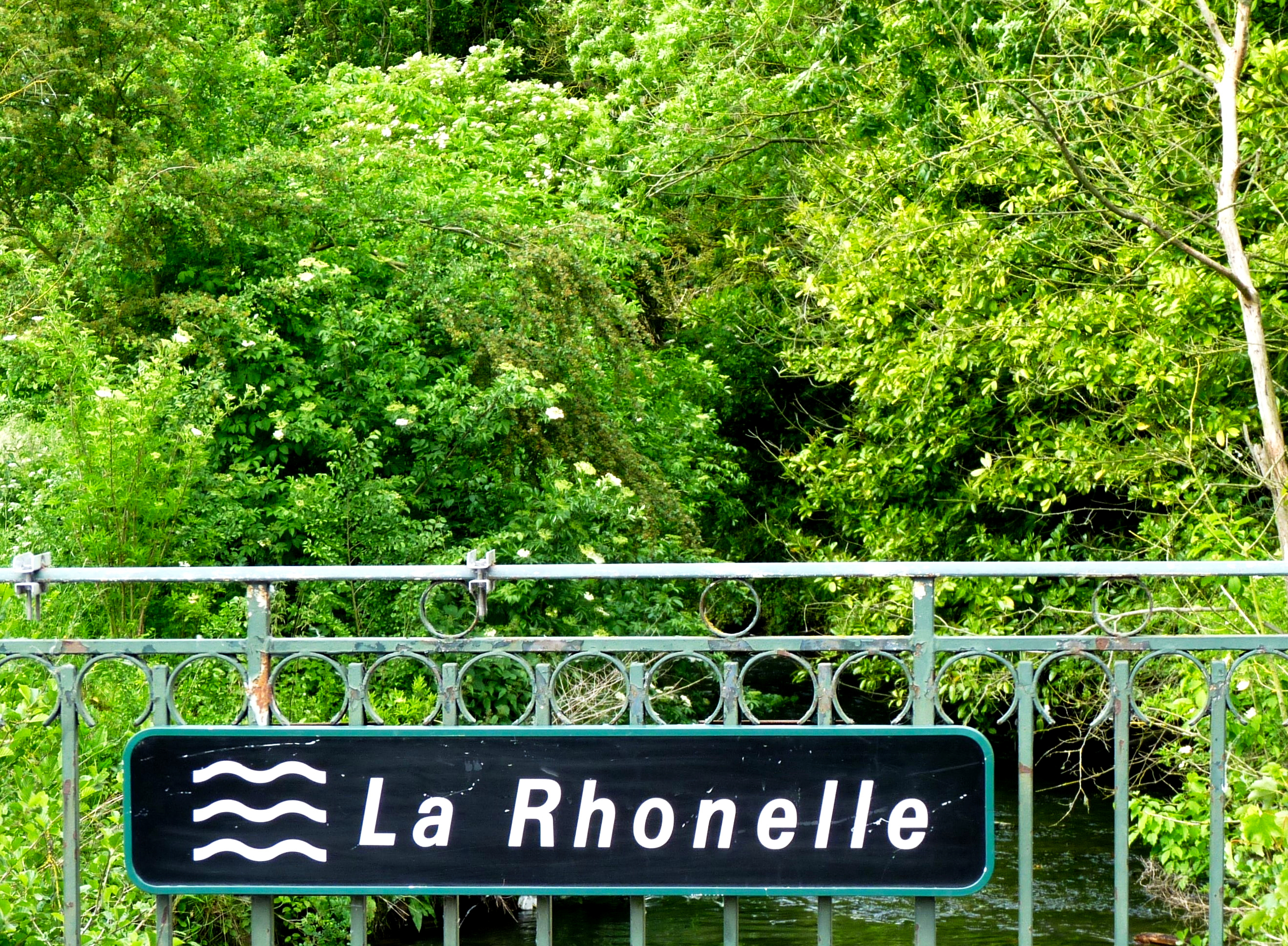
La Rhonelle à Aulnoy-lez-Valenciennes.
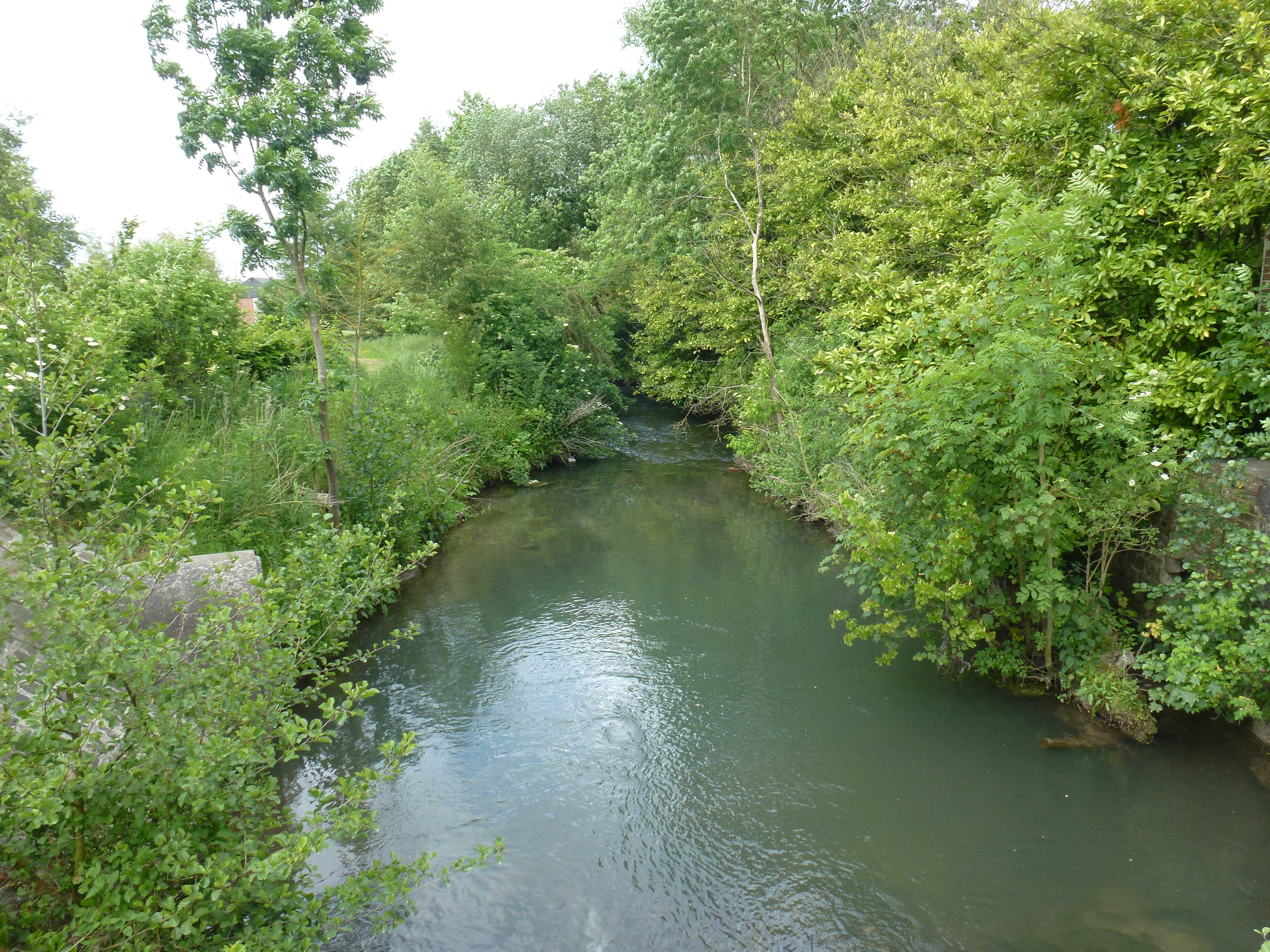
La Rhonelle à Aulnoy-lez-Valenciennes.
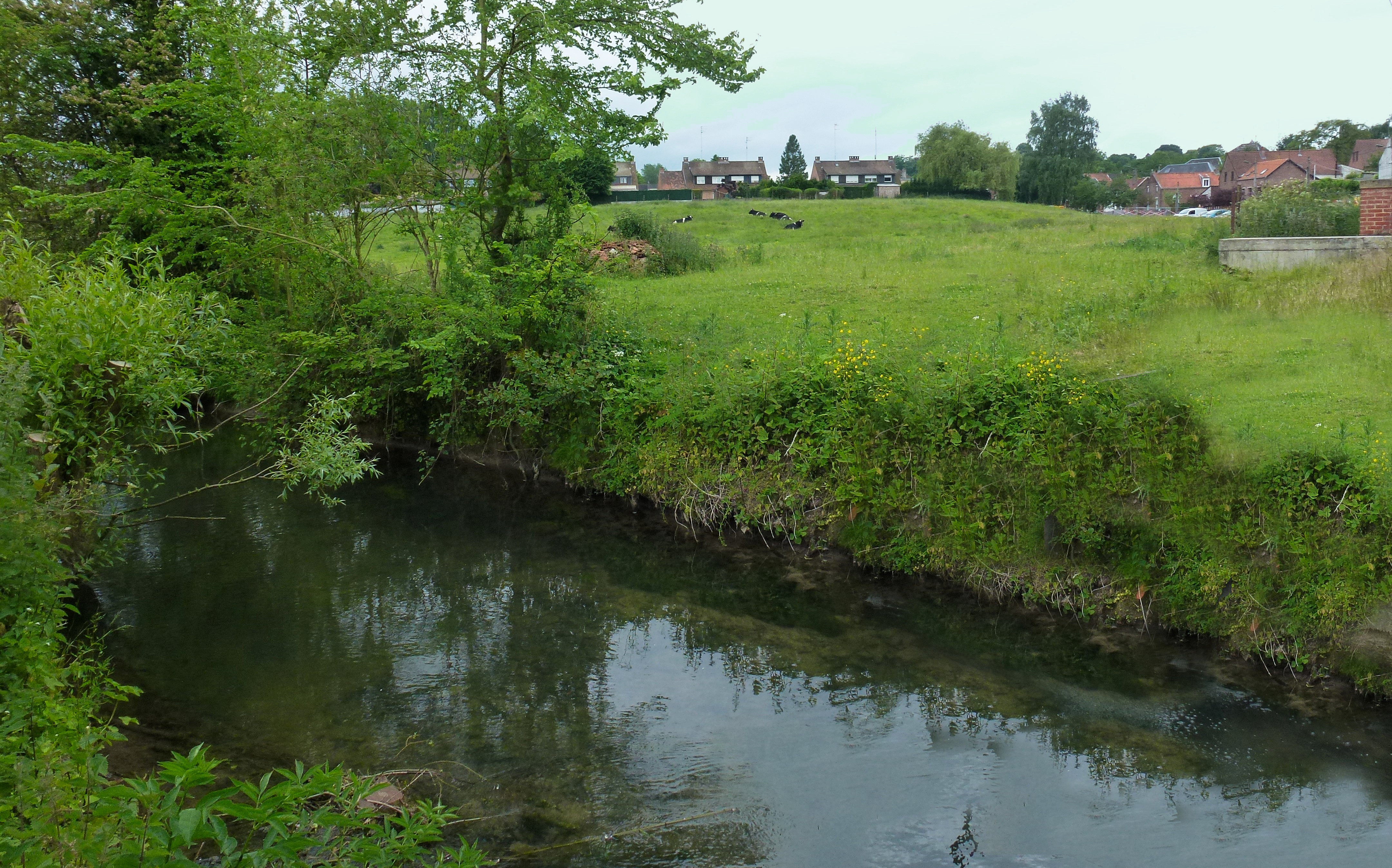
Artres la vallée de la Rhonelle.
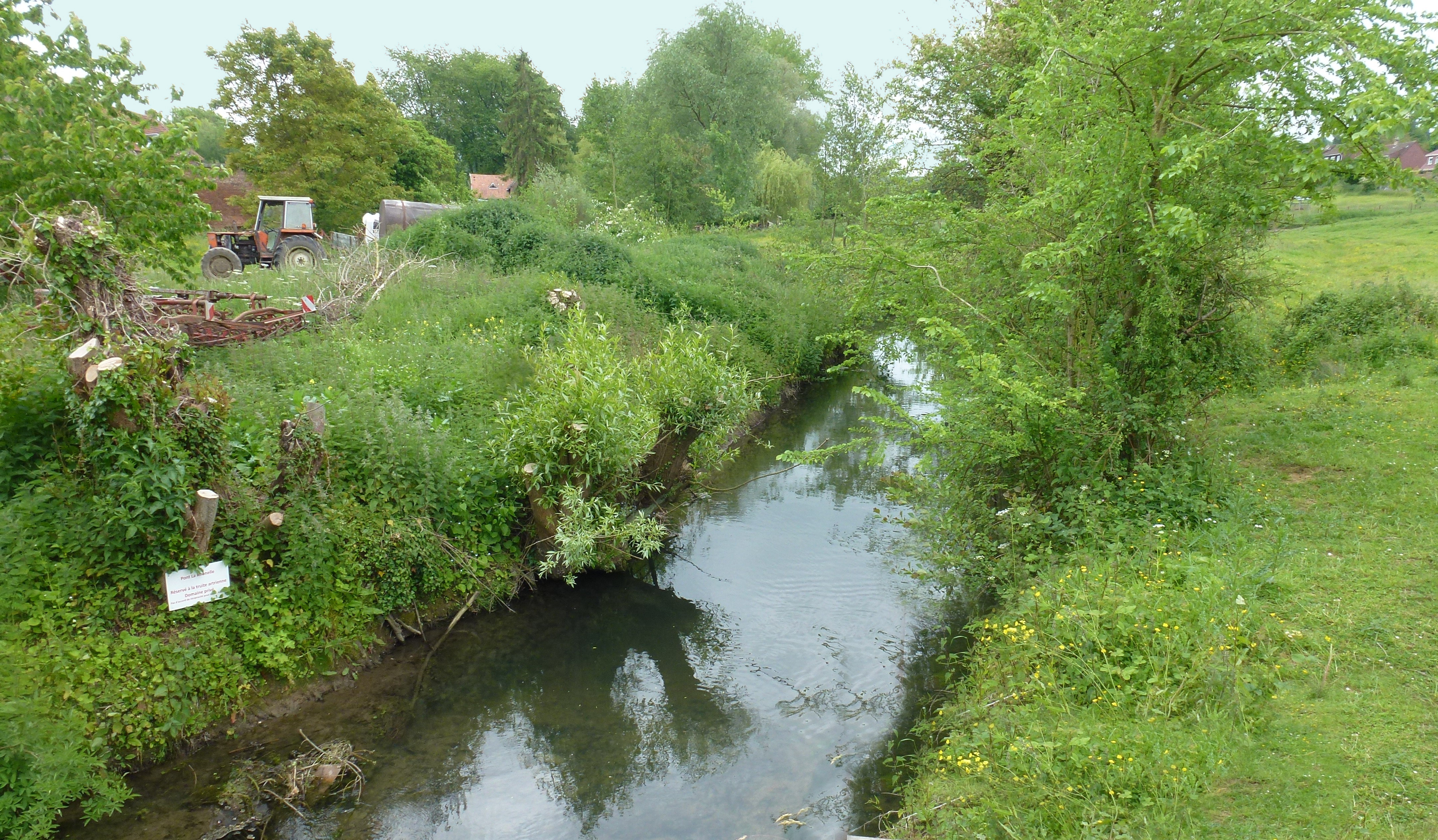
Artres la vallée de la Rhonelle.